# Томилин, Виталий Владимирович
Виталий Владимирович Томилин (род. 15 января 1974, Электросталь, Московская область) — советский, российский хоккеист, нападающий.

## Биография
Воспитанник «Кристалла» Электросталь. В сезоне 1990/91 дебютировал за команду в первой лиге. 17 марта 1991 года в матче против «Торпедо» Ярославль (3:1) дебютировал в составе «Крыльев Советов», проведя единственную игру в сезоне высшей лиги. В дальнейшем выступал за команды «Кристалл» / «Элемаш» Электросталь (1995/96 — 1997/98, 2000/01 — 2002/03), «Крылья Советов» (1997/98, 1998/99), ХК ЦСКА (1998/99), «Амур» (2000/01), ХК «Владимир» (2004/05). Играл в Белоруссии за «Керамин» (2005/06), «Химволокно» / «Могилёв» (2006/07 — 2011/12). Завершил карьеру после начала сезона 2011/12 в возрасте 37 лет из-за проблем со здоровьем.
На драфте НХЛ 1992 года был выбран в 4-м раунде под общим 90-м номером клубом «Нью-Джерси Девилз».
Бронзовый призёр чемпионата Европы среди юниоров 1992. Участник чемпионата мира среди молодёжи 1993.